# Evangelist (Danmark)
Föreningen Evangelist är en karismatisk dansk missionsorganisation med uttalad uppgift att "förkunna evangeliet om Jesus Kristus för danskarna".
Organisationen grundades år 2000 av pastorsparet Christian och Karen Hedegaard.

## Verksamhet
Evangelist har sitt huvudkontor i Gørløse, på norra Själland. Där håller man en "alternativ sommarfestival" varje år. 2009 medverkade den svenske pastorn Johannes Amritzer på festivalen. 
Evangelist bedriver följande rehabiliteringsverksamhet:
- Kvinnocentret Bakkebjerg utanför Græsted på Nordsjälland.
- Center för missbrukare, i det gamla ålderdomshemmet Solbjerg på Mors.
- Rehabilitering av psykiskt sjuka flickor, i privata hem på centrala Jylland.

Varje kväll mellan kl 20-24 har Evangelist också en öppen chattverksamhet dit människor kan vända sig för rådgivning och förbön.
Varje söndagskväll sänder man programmet "Sidste Udkald" via sin egen webb-TV.
I programmet medverkar bland annat den kontroversielle evangelisten Moses Hansen.
Evangelist Media producerar också en del musik och litteratur, bland annat gratistidningen "Forandring" där människor berättar om olika mirakel man upplevt.
Bibelskolan "Powerskolen" har kurser i personlighetsutveckling och "andlig krigföring".
Evangelist bedriver olika former av humanitärt bistånd (i fängelser, bland hemlösa och andra), både i Danmark och internationellt.

## Kritik mot rörelsen
Evangelist har ofta varit i blåsväder. Flera kommuner och politiker har anmält ledaren Christian Hedegaard och andra centrala personer inom organisationen för påstådda lagöverträdelser i samband med byggen. Organisationen själv äger dock ingen egendom.
Våren 2009 sändes tv-reportaget "Besat af dæmoner" över danska TV 2.
"Operation X"-redaktionen hävdade där att Evangelist tog ifrån psykiskt sjuka patienter deras medicin och i stället försökte hela dem med hjälp av bön, fasta och tungotal. 
Programmet ledde till två polisanmälningar mot organisationen.
Børns Vilkår anmälde Evangelist för påstådda övergrepp på barn, bland annat genom exorcism. Här frikändes Evangelist dock på alla åtalspunkter.
2011 dömdes Evangelist till böter för brott mot kvacksalverilagen, efter anmälan av Sundhedsstyrelsen.